# HMS Sovereign of the Seas

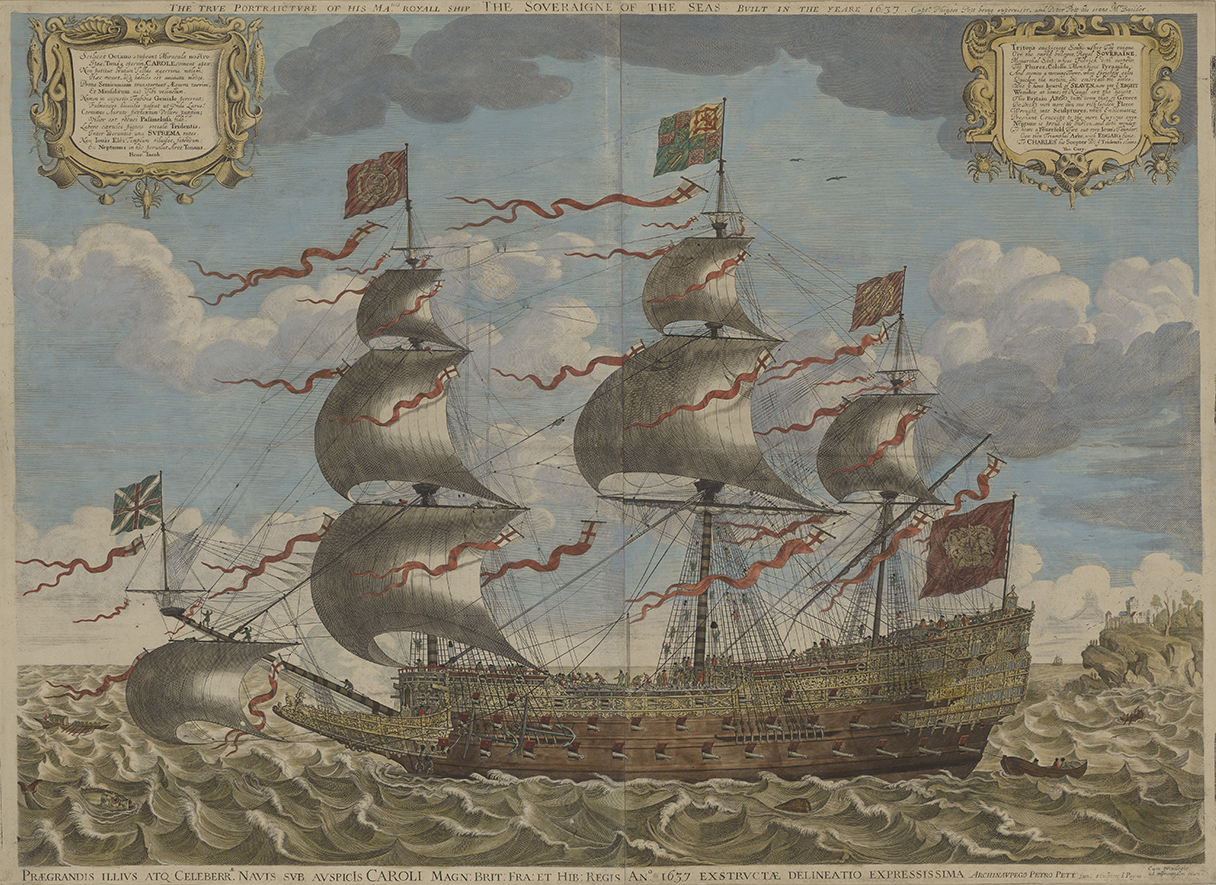
A Sovereign of the Seas kifut a tengerre (ismeretlen művész metszete)

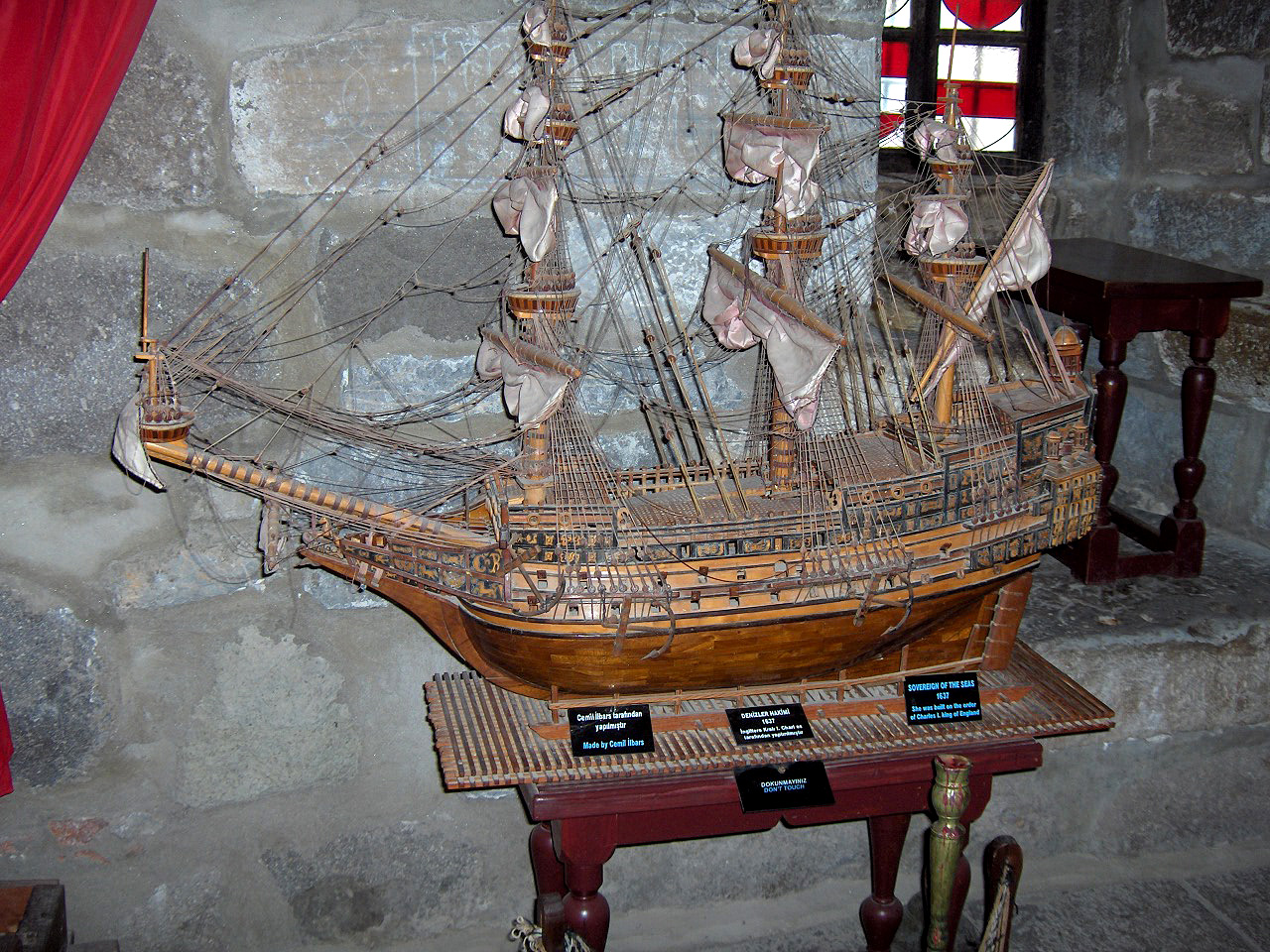
A Sovereign of the Seas makettje (Cemil Ilbars munkája a törökországi Bodrumban álló Szent Péter-kastély angol tornyában)

A hadihajók méretének (brt) növekedése 1630–1875 között (francia feliratokkal)

A Sovereign of the Seas (későbbi nevén: Royal Sovereign) angol sorhajó a világ első három fedélzetes hajója, a 17. század közepén a világ legnagyobb hajója volt.

## Története
Építését I. Károly angol király rendelte el 1634-ben; eredetileg 90 ágyúsnak rendelte, de Phineas Pett végül egy 102 ágyús hajót tervezett. Több mint ezer mester három évig dolgozott rajta; a maradék és hulladék anyagokból még két kisebb hajóra:
- Greyhound (120 brt),
- Roebuch (90 brt) futotta.

Amikor elkészült, 65,5 m teljes hosszával (38,7 m-es gerincével) a 22,8 m magas sorhajó  messze-messze a legnagyobb hajó volt az egész világon. Ágyúit bronzból öntötték, ezért majdnem négyszer annyiba kerültek, mint az az idő tájt rendszeresített öntöttvas ágyúk. A 102 ágyú egy-egy sortüzével majd' két tonnányi lövedéket tudott kilőni.
- 1637. október 14-én hajózott ki a dokkból 800 fős legénységgel.
- 1638. július 12-én indult el Greenhithe-ből tengeri próbaútjára.
- 1651-ben csökkentették felépítményének magasságát, eltávolították fősudárvitorláját.
- 1652. szeptember 28-án részt vett a nagy angol győzelmet hozó Kentish Knock-i csatában, és az addigi hadtörténetben páratlan módon egyetlen oldalsortüzével elsüllyesztett egy holland hadihajót. Az ütközet végén megfeneklett; az első angol–holland háború hátralévő részét kikötőben töltötte.
- 1659–1660-ban a chathami hajójavító műhelyben John Taylor hajóépítő mester átépítette. A legnagyobb átalakítás a hajó orrának teljes cseréje volt. A helyreállítás után Royal Sovereign névre keresztelték át.
- 1666. június 1-4 között részt vett a holland flottával vívott négy napos csatában, és a csata negyedik napján súlyosan megrongálódott. Gyorsan kijavították, ezért
- 1666. augusztus -án részt vehetett a szent Jakab-napi csatában is, amelyben a George Monck és Rupert herceg vezette angol hajóhad visszavágott a Michiel de Ruyter vezette hollandoknak a négy napos csatában elszenvedett vereségért.
- 1672. május 28-án részt vett az ugyancsak de Ruyter admirális vezette holland flottával vívott (és vereséggel végződött) solebayi csatában.
- 1673. augusztus 21-én részt vett az ugyancsak de Ruyterrel vívott (és ugyancsak elvesztett) texeli csatában.
- 1685-ben a chathami hajójavító műhelyben John Lee hajóépítő mester átépítette: a hajógerinc hosszát 39,9 méterre, a hajó szélességét 14,7 méterre növelték. Az eredeti lovas orrdíszt oroszlánra cserélték.
- 1690. június 30-án a kilencéves háborúban részt vett a francia flotta elleni Beachy Head-i csatában, amelyben az angol–holland szövetséges hajóhad vereséget szenvedett a francia flottától.
- 1692. május 19-én részt vett az ugyancsak a franciákkal vívott barfleur-i csatában, amelyben az Edward Russell vezette angol–holland szövetséges hajóhad legyőzte Anne Hilarion de Tourville flottáját.
- 1696. január 27-én Chathamben, ahová nagyjavításra és újabb átalakításra vonult be, a szárazdokkban leégett.